# Onomàstica japonesa
Un nom japonès modern (人名, Jinmei) es compon només d'un nom de la família o cognom, seguit per un nom propi. Tal com el xinès, el coreà, el vietnamita i el tailandès, segueix un patró utilitzat en el sistema de noms personals de l'Àsia oriental.
El segon nom no s'utilitza al Japó, almenys no en el sentit occidental, on es diferencia clarament del nom propi. Després del nom, es poden usar títols o honorífics com -san (さん, san), similar a "senyor" o "senyora", o -sensei (先生, sensei), similar a "doctor" o "professor".
Els noms japonesos s'escriuen en kanji. El kanji d'un nom pot comptar amb diverses alternatives de pronunciació. És el Govern japonès qui determina els kanji que poden utilitzar-se en els noms. Per tal efecte, existeix una llista amb els caràcters acceptats, denominats jinmeiyō kanji (人名用漢字).